# Franc Habe
Franc Habe, slovenski agronom, zootehnik, * 16. november 1943, Martjanci.

## Odlikovanja in nagrade
1969 je diplomiral na Biotehniški fakulteti v Ljubljani in 1974 doktoriral v Giessnu (Nemčija). Od 1974 je delal na BF v Ljubljani, od 1988 kot redni profesor. Bil je med pobudniki in organizatorji Slovenske konjeniške akademije in reje hannoverancev v Sloveniji. 1997 je prejel častni znak svobode Republike Slovenije »ob 50 letnici Biotehniške fakultete za zasluge pri strokovnem, pedagoškem organizacijskem in znanstveno raziskovalnem delu«, 1998 tudi Jesenkovo priznanje in 2024 še naziv zaslužni profesor Univerze v Ljubljani. Med drugim je raziskoval prehrano, rejo in šolanje športnih konj ter ohranjanje genetskih zapisov domačih živali.